# Istigobius spence
Istigobius spence är en fiskart som först beskrevs av Smith, 1947.  Istigobius spence ingår i släktet Istigobius och familjen smörbultsfiskar. Inga underarter finns listade i Catalogue of Life.